# サンジャン湖

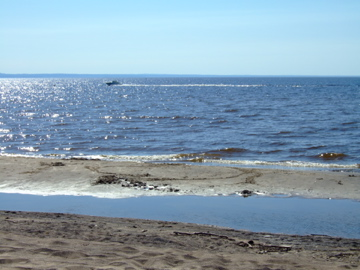
サンジャン湖の海岸

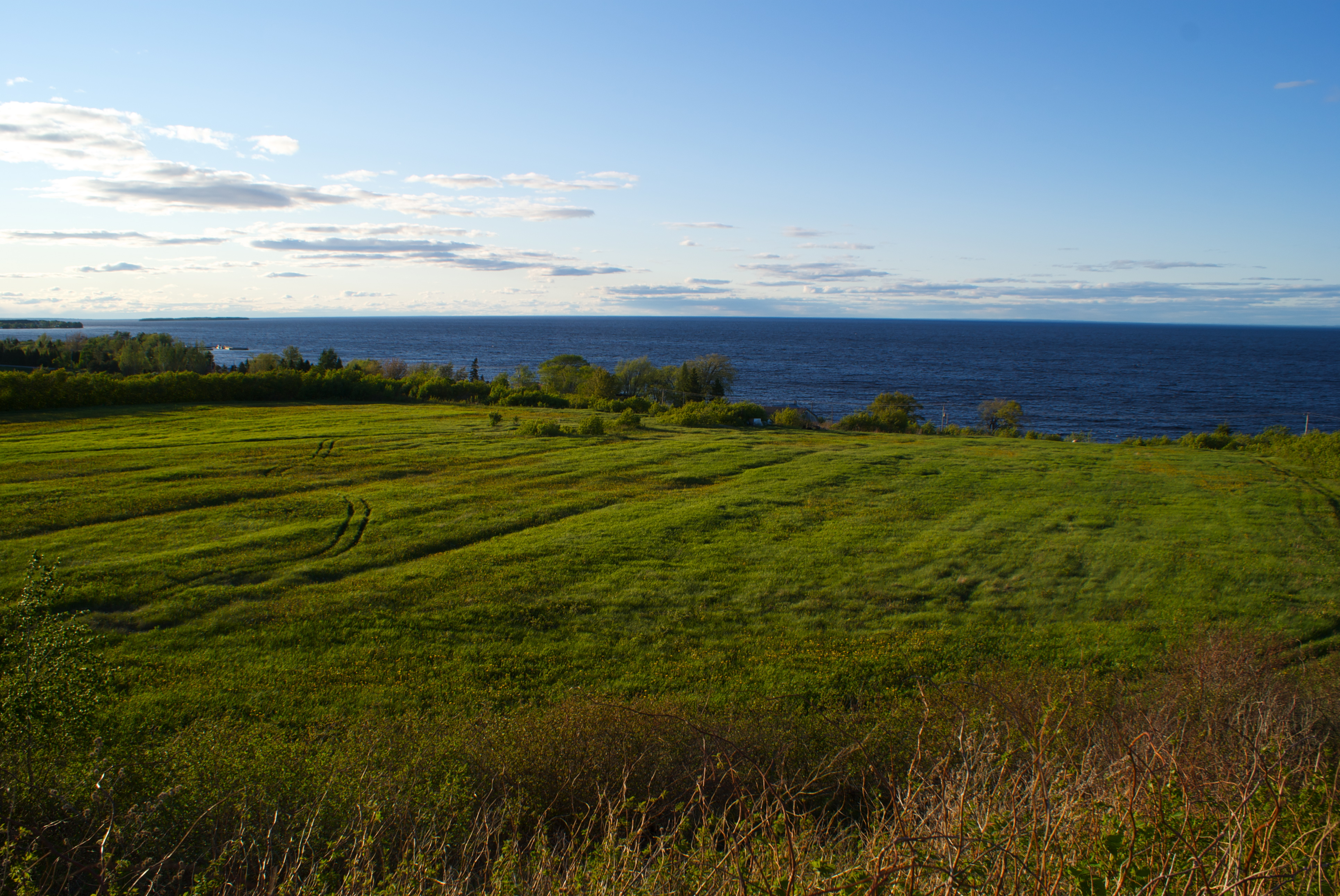
サンジャン湖の付近

サンジャン湖（さんじゃんこ、フランス語: Lac Saint-Jean）は英語ではセントジョン湖（英語: Lake St. John）と呼ばれ、カナダ・ケベック州にある湖である。

## 概要
サンジャン湖はカナダ・ケベック州のローレンシャン山地にある湖である。水面の面積は1,053平方キロメートルで、自然の湖としてはケベック州で三番目の広さを持ち、日本の琵琶湖の面積の2倍弱、大阪湾の面積より少し小さい。  数条の小さな川がこの湖に流れ込み、湖からはサグネ川が出て、タドゥサックでセントローレンス川へそそぐ。 
サンジャン湖の名前はこの地域を西欧人として初めて1647年に宣教のために訪れたイエズス会師、ジャン・ドゥ・クアン（Jean de Quen）の名前から取っている。

## 産業
この湖の周りの産業は始め毛皮採取であったが、次第に農業になり、20世紀になってからこの湖を含むサグネ・ラック・サン・ジャン地域の主要産業は、近くのアルマの水力発電所に依る製紙業・アルミ精錬業、観光業に変っている。